# عضلة طاحلة
العَضلات الطاحِلة أو العَضلات الثَفَنِيَّة (بالإنجليزية: Splenius muscles)‏ هُما عضلتين؛ واحدة في الرَأس والأُخرى في الرقبة، حيثُ تعملان سوياً على إمالة الرأس ودورانه.
تُسمى العَضلة الموجودة في الرأس بالعضلة الطاحِلة الرأسية ،أما الموجودة في الرقبة فتُسمى بالعضلة الطاحِلة الرقبية. تنشأ هذه العضلات مِن الجُزء العُلوي للناتئ الشوكي الصدري وَالجزء السُفلي للناتئ الشوكي العُنقي، وتعمل هذه العضلات على تمدد الرأس والرقبة وتدويرهما إلى نفس الجهة.

## الضرر
في حال حُدوث إصابة أو ضرر في إحدى العضلات الطاحِلة، فإنهُ يؤدي إلى ألم في العُنق والوجه والكَتف وَصداع.